# Vietnam aux Jeux olympiques d'été de 2020
Le Viêt Nam participe aux Jeux olympiques de 2020 à Tokyo au Japon. Il s'agit de sa 16e participation à des Jeux d'été.
Le Comité international olympique autorise à partir de ces Jeux à ce que les délégations présentent deux porte-drapeaux, une femme et un homme, pour la cérémonie d'ouverture. Le nageur Nguyễn Huy Hoàng et l'athlète Quách Thị Lan sont nommés par le Comité olympique du Viêt Nam

## Athlètes engagés
| Sport         | Hommes | Femmes | Total |
| ------------- | ------ | ------ | ----- |
| Athlétisme    | 0      | 1      | 1     |
| Aviron        | 0      | 2      | 2     |
| Badminton     | 1      | 1      | 2     |
| Boxe          | 1      | 1      | 2     |
| Gymnastique   | 2      | 0      | 2     |
| Haltérophilie | 1      | 1      | 2     |
| Judo          | 0      | 1      | 1     |
| Natation      | 1      | 1      | 2     |
| Taekwondo     | 0      | 1      | 1     |
| Tir           | 1      | 0      | 1     |
| Tir à l'arc   | 1      | 1      | 2     |
| Total         | 8      | 10     | 18    |

## Résultats

### Athlétisme
Le Viêt Nam bénéficie d'une place attribuée au nom de l'universalité des Jeux. Quách Thị Lan dispute le 400 mètres haies féminin.
| Athlète       | Épreuve       | 1er tour | 1er tour | Demi-finale | Demi-finale | Finale   | Finale   |
| Athlète       | Épreuve       | Temps    | Rang     | Temps       | Rang        | Temps    | Rang     |
| ------------- | ------------- | -------- | -------- | ----------- | ----------- | -------- | -------- |
| Quách Thị Lan | 400 m féminin | 55 s 71  | 4e       | 56 s 78     | 6e          | Éliminée | Éliminée |

### Aviron
| Athlète                     | Compétition                         | Série         | Série | Repêchages    | Repêchages | Quarts de finale | Quarts de finale | Demi-finale    | Demi-finale    | Finale                | Finale |
| Athlète                     | Compétition                         | Temps         | Rang  | Temps         | Rang       | Temps            | Rang             | Temps          | Rang           | Temps                 | Rang   |
| --------------------------- | ----------------------------------- | ------------- | ----- | ------------- | ---------- | ---------------- | ---------------- | -------------- | -------------- | --------------------- | ------ |
| Đinh Thị Hảo Lường Thị Thảo | Deux de couple poids légers féminin | 7 min 36 s 21 | 4e    | 7 min 53 s 69 | 5e         | Non qualifiées   | Non qualifiées   | Non qualifiées | Non qualifiées | Finale C 7 min 19 s 5 | 15e    |

### Badminton
| Athlète          | Compétition   | Phase de groupes              | Phase de groupes              | Phase de groupes            | Phase de groupes | 1/8e de finale   | Quarts de finale | Demi-finales     | Finale           | Finale   |
| Athlète          | Compétition   | Adversaire Score              | Adversaire Score              | Adversaire Score            | Rang             | Adversaire Score | Adversaire Score | Adversaire Score | Adversaire Score | Rang     |
| ---------------- | ------------- | ----------------------------- | ----------------------------- | --------------------------- | ---------------- | ---------------- | ---------------- | ---------------- | ---------------- | -------- |
| Nguyễn Tiến Minh | Simple hommes | Antonsen Défaite 13-21, 13-21 | Dwicahyo Défaite 14-21, 18-21 | Non disputé                 | 3e du gr. L      | Éliminé          | Éliminé          | Éliminé          | Éliminé          | Éliminé  |
| Nguyễn Thùy Linh | Simple dames  | Qi Victoire 21-11, 21-11      | Tai Défaite 16-216, 11-21     | Jaquet Victoire 21-8, 21-17 | 2e du gr. P      | Éliminée         | Éliminée         | Éliminée         | Éliminée         | Éliminée |

### Boxe
| Athlète          | Catégorie               | 1/16e de finale      | 1/8e de finale          | Quart de finale     | Demi-finale         | Finale              | Rang    |
| Athlète          | Catégorie               | Adversaire Résultat  | Adversaire Résultat     | Adversaire Résultat | Adversaire Résultat | Adversaire Résultat | Rang    |
| ---------------- | ----------------------- | -------------------- | ----------------------- | ------------------- | ------------------- | ------------------- | ------- |
| Nguyễn Văn Đương | Plumes hommes (-57 kg)  | Aliyev Victoire 3-2  | Tsendbaatar Défaite 0-5 | Éliminé             | Éliminé             | Éliminé             | Éliminé |
| Nguyễn Thị Tâm   | Mouches femmes (-51 kg) | Krasteva Défaite 2-3 | Éliminé                 | Éliminé             | Éliminé             | Éliminé             | Éliminé |

### Gymnastique artistique
| Athlète           | Compétition       | Qualifications | Qualifications | Qualifications | Qualifications | Qualifications    | Qualifications | Qualifications | Qualifications | Finale   | Finale         | Finale   | Finale   | Finale            | Finale     | Finale  | Finale  |
| Athlète           | Compétition       | Appareil       | Appareil       | Appareil       | Appareil       | Appareil          | Appareil       | Total          | Rang           | Appareil | Appareil       | Appareil | Appareil | Appareil          | Appareil   | Total   | Rang    |
| Athlète           | Compétition       | Sol            | Cheval d'arçon | Anneaux        | Saut           | Barres parallèles | Barre fixe     | Total          | Rang           | Sol      | Cheval d'arçon | Anneaux  | Saut     | Barres parallèles | Barre fixe | Total   | Rang    |
| ----------------- | ----------------- | -------------- | -------------- | -------------- | -------------- | ----------------- | -------------- | -------------- | -------------- | -------- | -------------- | -------- | -------- | ----------------- | ---------- | ------- | ------- |
| Lê Thanh Tùng     | Saut de cheval    | -              | -              | -              | 13,483         | -                 | -              | 13,483         | 19e            | Éliminé  | Éliminé        | Éliminé  | Éliminé  | Éliminé           | Éliminé    | Éliminé | Éliminé |
| Lê Thanh Tùng     | Barre fixe        | -              | -              | -              | -              | -                 | 13,166         | 13,166         | 39e            | Éliminé  | Éliminé        | Éliminé  | Éliminé  | Éliminé           | Éliminé    | Éliminé | Éliminé |
| Đinh Phương Thành | Barres parallèles | -              | -              | -              | -              | 11,833            | -              | 11,833         | 43e            | Éliminé  | Éliminé        | Éliminé  | Éliminé  | Éliminé           | Éliminé    | Éliminé | Éliminé |

### Haltérophilie
| Athlète         | Compétition           | Arraché  | Arraché | Épaulé-jeté | Épaulé-jeté | Total  | Rang |
| Athlète         | Compétition           | Résultat | Rang    | Résultat    | Rang        | Total  | Rang |
| --------------- | --------------------- | -------- | ------- | ----------- | ----------- | ------ | ---- |
| Thạch Kim Tuấn  | Moins de 61 kg hommes | 126 kg   | 8e      | 153 kg      | Ab.         | 126 kg | Ab.  |
| Hoàng Thị Duyên | Moins de 59 kg femmes | 95 kg    | 5e      | 113 kg      | 5e          | 208 kg | 5e   |

### Judo
| Athlète               | Compétition           | 1er tour              | 2e tour             | Quart de finale     | Demi-finale         | Repêchage           | Finale / MB         | Rang     |
| Athlète               | Compétition           | Adversaire Résultat   | Adversaire Résultat | Adversaire Résultat | Adversaire Résultat | Adversaire Résultat | Adversaire Résultat | Rang     |
| --------------------- | --------------------- | --------------------- | ------------------- | ------------------- | ------------------- | ------------------- | ------------------- | -------- |
| Nguyễn Thị Thanh Thủy | Moins de 52 kg femmes | Chițu Défaite 000-100 | Éliminée            | Éliminée            | Éliminée            | Éliminée            | Éliminée            | Éliminée |

### Natation
| Athlète             | Épreuve                     | Série         | Série | Demi-finale | Demi-finale | Finale   | Finale   |
| Athlète             | Épreuve                     | Temps         | Rang  | Temps       | Rang        | Temp     | Rang     |
| ------------------- | --------------------------- | ------------- | ----- | ----------- | ----------- | -------- | -------- |
| Nguyễn Huy Hoàng    | 800 m nage libre masculin   | 7 min 54 s 16 | 20e   | Non disputé | Non disputé | Éliminé  | Éliminé  |
| Nguyễn Huy Hoàng    | 1 500 m nage libre masculin | 15 min 0 s 24 | 12e   | Non disputé | Non disputé | Éliminé  | Éliminé  |
| Nguyễn Thị Ánh Viên | 200 m nage libre            | 2 min 5 s 30  | 26e   | Éliminée    | Éliminée    | Éliminée | Éliminée |
| Nguyễn Thị Ánh Viên | 800 m nage libre            | 9 min 3 s 56  | 30e   | Non disputé | Non disputé | Éliminée | Éliminée |

### Taekwondo
| Athlète              | Compétition           | Huitièmes de finale | Quarts de finale             | Demi-finale         | Repêchage            | Finale / MB         | Rang     |
| Athlète              | Compétition           | Adversaire Résultat | Adversaire Résultat          | Adversaire Résultat | Adversaire Résultat  | Adversaire Résultat | Rang     |
| -------------------- | --------------------- | ------------------- | ---------------------------- | ------------------- | -------------------- | ------------------- | -------- |
| Trương Thị Kim Tuyền | Moins de 49 kg femmes | Yong Victoire 19-5  | Wongpattanakit Défaite 11-20 | Non qualifiée       | Semberg Défaite 1-22 | Éliminée            | Éliminée |

### Tir
| Athlète        | Compétition                  | Qualification | Qualification | Finale  | Finale  |
| Athlète        | Compétition                  | Points        | Rang          | Points  | Rang    |
| -------------- | ---------------------------- | ------------- | ------------- | ------- | ------- |
| Ala Al-Othmani | Pistolet à air comprimé 10 m | 573           | 22e           | Éliminé | Éliminé |

### Tir à l'arc
| Athlète                               | Compétition        | Tour préliminaire | Tour préliminaire | 1er tour             | 2e tour          | 3e tour          | Quarts de finale | Demi-finale      | Finale / 3e place | Rang     |
| Athlète                               | Compétition        | Score             | Rang              | Adversaire Score     | Adversaire Score | Adversaire Score | Adversaire Score | Adversaire Score | Adversaire Score  | Rang     |
| ------------------------------------- | ------------------ | ----------------- | ----------------- | -------------------- | ---------------- | ---------------- | ---------------- | ---------------- | ----------------- | -------- |
| Nguyễn Hoàng Phi Vũ                   | Individuel hommes, | 647               | 53e               | Tang Défaite 1-7     | Éliminé          | Éliminé          | Éliminé          | Éliminé          | Éliminé           | Éliminé  |
| Đỗ Thị Ánh Nguyệt                     | Individuel femmes, | 628               | 49e               | Hayakawa Défaite 5-6 | Éliminé          | Éliminé          | Éliminé          | Éliminé          | Éliminé           | Éliminé  |
| Nguyễn Hoàng Phi Vũ Đỗ Thị Ánh Nguyệt | Par équipe mixte   | 1 275             | 23e               | Non disputé          | Non disputé      | Éliminés         | Éliminés         | Éliminés         | Éliminés          | Éliminés |